# Kurt Tunheim
Kurt Tunheim (Salangen, 25 dicembre 1950) è un ex calciatore norvegese, di ruolo attaccante.

## Carriera

### Club
Tunheim vestì la maglia del Moss.

### Nazionale
Conta una presenza per la Norvegia. Il 26 settembre 1979, infatti, subentrò a Torbjørn Svendsen nella vittoria per 2-0 contro la Germania Ovest.